# Hiéroglyphe égyptien O38
L'angle de mur, en hiéroglyphes égyptiens, est classifié dans la section O « Bâtiments, parties de bâtiments etc. » de la liste de Gardiner ; il y est noté O38.

## Représentation
Il représente un angle de mur souvent inversé en miroir. Il est translittéré ḳnbt ou tm.

## Utilisation
| t · U15 | O38 |

| t · U15 | O38 |

| Hr · r | N1 · O38 | / |

| Hr · r | N1 · O38 | / |

| Hr · r | N1 · O38 | / |

| Hr · r | N1 · O38 | / |

| Hr · r | n | t · U15 | O38 |

| Hr · r | n | t · U15 | O38 |

| q · n | b | t · O38 |

| q · n | b | t · O38 |

| q · n | b | t · O38 | A1 · Z2 | / | O38 · t | A1 | Z2 |

| q · n | b | t · O38 | A1 · Z2 | / | O38 · t | A1 | Z2 |

siègent à l'angle (cour de magistrat) ».
| a · r · r | w | t · O38 |

| a · r · r | w | t · O38 |

| U7 · r | r · t | O38 |

| U7 · r | r · t | O38 |